# Opere del Guercino
Segue un elenco esaustivo (ma comunque non completo) delle opere del Guercino, ordinate cronologicamente.

## 1613-1621
|                                                                  | Sposalizio mistico di santa Caterina d'Alessandria alla presenza di san Carlo Borromeo | 1614-1615 | Olio su tavola                     | 50,2 × 40,3 cm   | Cento, Italia                                      | Civica Pinacoteca il Guercino              | Alcuni studi recenti propongono una datazione anticipata al 1611-1612. |
|                                                                  | Due angeli col sudario                                                                 | 1613 ca.  | affresco riportato su tela         | 390×257 cm       | Cento                                              | Santa Maria Addolorata, Cento              |                                                                        |
|                                                                  | San Carlo Borromeo in preghiera                                                        | 1613-1614 | o/t                                | 197,5×138 cm     | Cento                                              | Basilica di San Biagio (Cento)             |                                                                        |
|                                                                  | Padre Eterno benedicente                                                               | 1613 ca.  | affresco riportato su vetro resina | 94×139 cm        | Cento                                              | Pinacoteca Civica                          |                                                                        |
|                                                                  | Annunciazione                                                                          | 1613 ca.  | affresco riportato su vetro resina | 94×139 cm        | Cento                                              | Pinacoteca Civica                          |                                                                        |
|                                                                  | Un miracolo di san Carlo Borromeo                                                      | 1613-1614 | o/t                                | 217×117 cm       | Renazzo frazione di Cento                          | Chiesa di San Sebastiano (Cento)           |                                                                        |
|                                                                  | Cristo orante nell'orto di Getsemani                                                   | 1614 ca.  | o/t                                | 85×67,5 cm       | Bologna                                            | Palazzo Magnani della UniCredit            |                                                                        |
|                                                                  | I misteri del rosario e angioletti con ghirlanda                                       | 1615      | o/t                                | 210×133 cm       | Corporeno frazione di Cento (Fe)                   | Chiesa di San Giorgio                      |                                                                        |
|                                                                  | San Matteo e l'angelo                                                                  | 1615 ca.  | o/t                                | 89×71,5 cm       | Dresda                                             | Gemäldegalerie Alte Meister                |                                                                        |
|                                                                  | San Marco                                                                              | 1615 ca.  | o/t                                | 87,5×70,5 cm     | Dresda                                             | Gemäldegalerie Alte Meister                |                                                                        |
|                                                                  | San Luca                                                                               | 1615 ca.  | o/t                                | 87,5×71 cm       | Dresda                                             | Gemäldegalerie Alte Meister                |                                                                        |
|                                                                  | San Giovanni                                                                           | 1615 ca.  | o/t                                | 87×69,5 cm       | Dresda                                             | Gemäldegalerie Alte Meister                |                                                                        |
|                                                                  | Madonna col Bambino e san Giovannino                                                   | 1615 ca.  | o/t                                | 75×59 cm         | Houston                                            | Sarah Campbell Blaffer Foundatione         |                                                                        |
| Madonna col Bambino e San Giovannino al chiaro di luna, Guercino | Madonna col Bambino e san Giovannino al chiaro di luna                                 | 1615 ca.  | o/t                                | dia. 78 cm circa | Europe                                             | Private Collection                         | Expertise by Professor N. Turner                                       |
|                                                                  | Madonna con bambino, San Pancrazio e santa monaca                                      | 1615-1616 | o/t                                | 254×170 cm       | Renazzo frazione di Cento Chiesa di San Sebastiano | Chiesa di San Sebastiano                   |                                                                        |
|                                                                  | La Madonna della pappa                                                                 | 1615      |                                    | 23×19 cm         | Stoccolma                                          | Collezioni reali                           |                                                                        |
|                                                                  | Visione di santa Chiara                                                                | 1615-1621 | o/t                                | 50×37,5 cm       | San Pietroburgo                                    | Ermitage                                   |                                                                        |
|                                                                  | Madonna del Passero                                                                    | 1616 ca.  | o/t                                | 78,5×58 cm       | Bologna                                            | Pinacoteca Nazionale                       |                                                                        |
|                                                                  | Madonna col Bambino e Santi e un giovane donatore                                      | 1616-1617 | o/t                                | 309×152 cm       | Bruxelles                                          | Musées Royaux des Beaux-Arts de Belgique   |                                                                        |
|                                                                  | Prometeo anima col fuoco una statua d'argilla                                          | 1616      | affresco riportato su tela         | 200×150 cm       | Cento                                              | Cassa di Risparmio - Palazzo Rusconi       |                                                                        |
|                                                                  | Madonna col Bambino e san Giovannino                                                   | 1616 ca.  | o/t                                | 86×110,5 cm      | Edimburgo                                          | National Gallery of Scotland               |                                                                        |
|                                                                  | Sacra famiglia                                                                         | 1616      | o/t                                | 56×65,5 cm       | Firenze                                            | Galleria Palatina                          |                                                                        |
|                                                                  | Paesaggio al chiaro di luna con carrozza                                               | 1616      | o/t                                | 55×71 cm         | Stoccolma                                          | Nationalmuseum                             |                                                                        |
|                                                                  | Paesaggio con Tobia e l'angelo                                                         | 1617 ca.  | o/rame                             | 33,7×44,5 cm     | Austin                                             | Blanton Museum of Art                      |                                                                        |
|                                                                  | Trinità                                                                                | 1617 ca.  | o/t                                | 154×262 cm       | Bologna                                            | Palazzo Magnani della UniCredit            |                                                                        |
|                                                                  | San Sebastiano curato dagli angeli                                                     | 1617 ca   | o/rame                             | 43×32 cm         | Cambridge                                          | Fitzwilliam Museum                         |                                                                        |
|                                                                  | Lot e le figlie                                                                        | 1617      | o/t                                | 175×190 cm       | Monastero dell'Escorial                            | Monasterio de San Lorenzo                  |                                                                        |
|                                                                  | Concerto campestre                                                                     | 1617 ca.  | o/rame                             | 35×45 cm         | Firenze                                            | Galleria degli Uffizi                      |                                                                        |
|                                                                  | Ritratto di Giulio Gagliardi teologo                                                   | 1617      | o/rame                             | diam. 7,3 cm     | Firenze                                            | Galleria degli Uffizi                      |                                                                        |
|                                                                  | Cristo morto compianto dagli angeli                                                    | 1617 ca.  | o/rame                             | 36,8×44,4 cm     | Londra                                             | National Gallery                           |                                                                        |
|                                                                  | Susanna e i vecchioni                                                                  | 1617      | o/t                                | 175×207 cm       | Madrid                                             | Museo del Prado                            |                                                                        |
|                                                                  | Sacra famiglia                                                                         | 1617      | o/t                                | 60×106 cm        | Roma                                               | Musei capitolini                           |                                                                        |
|                                                                  | Ritorno del figliol prodigo                                                            | 1617      | o/t                                | 192×203 cm       | Torino                                             | Galleria Sabauda                           |                                                                        |
|                                                                  | San Girolamo in atto di sigillare una lettera                                          | 1618 ca   | o/t                                | 140,5x152 cm     | Roma                                               | Collezione privata                         |                                                                        |
|                                                                  | San Rocco gettato in prigione                                                          | 1618      | affresco                           |                  | Bologna                                            | Oratorio di San Rocco                      |                                                                        |
|                                                                  | I santi Francesco e Luigi in adorazione                                                | 1618      | o/t                                | 252×152 cm       | Brisighella                                        | Chiesa collegiata di san Michele Arcangelo |                                                                        |
|                                                                  | Madonna del Carmine con sant'Alberto, san Francesco d'Assisi e un francescano          | 1618      | o/t                                | 243×162,5 cm     | Cento                                              | Civica Pinacoteca il Guercino              |                                                                        |
|                                                                  | Madonna della Ghiara con santi e donatori                                              | 1618      | o/t                                | 229×155 cm       | Cento                                              | Pinacoteca Civica il Guercino              |                                                                        |
|                                                                  | San Bernardino da Siena prega la Madonna di Loreto                                     | 1618      | o/t                                | 239×149 cm       | Cento                                              | Pinacoteca Civica il Guercino              |                                                                        |
|                                                                  | Cristo consegna le chiavi a san Pietro                                                 | 1618      | o/t                                | 378×222 cm       | Cento                                              | Pinacoteca Civica il Guercino              |                                                                        |
|                                                                  | Fiera di paese sul Reno vecchio                                                        | 1618 ca.  | tempera/t                          | 113×180 cm       | Città del Vaticano                                 | Pinacoteca vaticana                        |                                                                        |
|                                                                  | Apollo e Marsia                                                                        | 1618      | o/t                                | 185,5×200 cm     | Firenze                                            | Galleria Palatina                          |                                                                        |
|                                                                  | San Pietro resuscita Tabità                                                            | 1618      | o/t                                | 133×160,5 cm     | Firenze                                            | Galleria Palatina                          |                                                                        |
|                                                                  | David con la testa di Golia                                                            | 1618 ca.  | affresco su intonaco               | 132,5×65,5 cm    | Kansas City                                        | The Nelson-Atkins Museum of Art            |                                                                        |
|                                                                  | Et in Arcadia Ego                                                                      | 1618      | o/t                                | 82×91 cm         | Roma                                               | Galleria nazionale d'arte antica           |                                                                        |
|                                                                  | Donne bagnanti                                                                         | 1618      | o/t                                | 36×53 cm         | Rotterdam                                          | Museo Boijmans Van Beuningen               |                                                                        |
|                                                                  | San Sebastiano in un paesaggio                                                         | 1618 ca.  | o/t                                |                  | Urbino                                             | Galleria Nazionale delle Marche            | Già in collezione Paolo Volponi                                        |
|                                                                  | Erminia tra i pastori                                                                  | 1619-1620 | o/t                                | 149×178 cm       | Birmingham                                         | City Museum and Art Gallery                |                                                                        |
|                                                                  | San Sebastiano curato da Sant'Irene                                                    | 1619      | o/t                                | 179×255 cm       | Bologna                                            | Pinacoteca Nazionale                       |                                                                        |
|                                                                  | Studio di donna con putto                                                              | 1619      | o/t                                | 72,7×61,7 cm     | Bologna                                            | Pinacoteca Nazionale                       |                                                                        |
|                                                                  | Martirio di san Pietro                                                                 | 1619      | o/t                                | 320×193 cm       | Modena                                             | Galleria Estense                           |                                                                        |
|                                                                  | San Francesco in meditazione                                                           | 1619 ca.  | o/t                                | 61×51 cm         | Montpellier                                        | Museo Fabre                                |                                                                        |
|                                                                  | Sansone catturato dai Filistei                                                         | 1619      | o/rame                             | 191×237 cm       | New York                                           | Metropolitan Museum of Art                 |                                                                        |
|                                                                  | Testa di vecchio                                                                       | 1619 ca.  | o/t                                | 63×48 cm         | Oxford                                             | Ashmolean Museum                           | In prestito permanente dalla collezione di Sir Denis Mahon             |
|                                                                  | Resurrezione di Lazzaro                                                                | 1619 ca.  | o/t                                | 199×233 cm       | Parigi                                             | Museo del Louvre                           |                                                                        |
|                                                                  | Erminia ritrova Tancredi ferito                                                        | 1619      | o/t                                | 145×187 cm       | Roma                                               | Galleria Doria Pamphilj                    |                                                                        |
|                                                                  | Ritorno del figliol prodigo                                                            | 1619      | o/t                                | 107×143 cm       | Vienna                                             | Kunsthistorisches Museum,                  |                                                                        |
|                                                                  | La negazione di san Pietro                                                             | 1619 ca.  | o/t                                | 98,5×117 cm      | Zurigo                                             | Collezione privata                         |                                                                        |
|                                                                  | Matrimonio mistico di santa Caterina                                                   | 1620 ca.  | o/t                                | 88×70 cm         | Berlino                                            | Gemäldegalerie                             |                                                                        |
|                                                                  | Sibilla                                                                                | 1620      | o/t                                | 69×79 cm         | Cento                                              | Civica Pinacoteca il Guercino              |                                                                        |
|                                                                  | Vestizione di san Guglielmo                                                            | 1620      | o/t                                | 345×231 cm       | Bologna                                            | Pinacoteca Nazionale                       |                                                                        |
|                                                                  | Cristo incoronato di spine                                                             | 1620-1621 | o/rame                             | 28,5×24 cm       | Budapest                                           | Szépmuvészeti Muzeum                       |                                                                        |
|                                                                  | L'Assunta                                                                              | 1620-1623 | o/t                                | 224×166 cm       | Cento                                              | Chiesa del SS. Rosario                     |                                                                        |
|                                                                  | Cristo e la Samaritana al pozzo                                                        | 1620 ca.  | o/t                                | 125×87 cm        | Fort Worth                                         | Kimbell Art Museum                         |                                                                        |
|                                                                  | Padre Eterno con un putto                                                              | 1620      | o/t                                | 66×91 cm         | Genova                                             | Galleria di Palazzo Bianco                 |                                                                        |
|                                                                  | Elia nutrito dai corvi                                                                 | 1620      | o/t                                | 195×156,5 cm     | Londra                                             | The National Gallery                       | Acquistato nel 2009 dalla collezione Denis Mahon                       |
|                                                                  | Giacobbe benedice i figli di Giuseppe                                                  | 1620      | o/t                                | 170×211,5 cm     | Dublino                                            | National Gallery of Ireland                |                                                                        |
|                                                                  | Apollo e Marsia                                                                        | 1620      | o/t                                | 67×58,5 cm       | Modena                                             | Banca Popolare dell'Emilia                 |                                                                        |
|                                                                  | Vanitas                                                                                | 1620      | o/t                                | 30,5×39 cm       | New York                                           | Collezione Richard L. Feigen               |                                                                        |
|                                                                  | Visione di san Gerolamo                                                                | 1620      | o/rame                             | 42,5×47,5 cm     | Parigi                                             | Museo del Louvre                           |                                                                        |
|                                                                  | San Francesco in estasi con san Benedetto e un angelo musicante                        | 1620      | o/t                                | 262×180,5 cm     | Parigi                                             | Museo del Louvre                           |                                                                        |
|                                                                  | San Francesco in estasi                                                                | 1620      | o/t                                | 113,5×79,5 cm    | Varsavia                                           | Museo nazionale                            |                                                                        |

## 1621-1649
| Immagine | Titolo                                                                       | Anno       | Tecnica                                 | Dimensioni           | Città e nazione             | Collocazione                                     | Nota |
| -------- | ---------------------------------------------------------------------------- | ---------- | --------------------------------------- | -------------------- | --------------------------- | ------------------------------------------------ | --- |
|          | Cattura di Cristo                                                            | 1621       | o/t                                     | 115×142 cm           | Cambridge                   | Fitzwilliam Museum                               | |
|          | Incredulità di san Tommaso                                                   | 1621       | o/t                                     | 120x143 cm           | Città del Vaticano          | Pinacoteca Vaticana                              | |
|          | Madonna col Bambino                                                          | 1621-1622  | o/t                                     | 64×50 cm             | Francoforte sul Meno        | Städelsches Kunstinstitut                        | Acquisto 2011 |
|          | Cristo e l'adultera                                                          | 1621 ca.   | o/t                                     | 98,2×122,7 cm        | Londra                      | Dulwich College Picture Gallery                  | |
|          | Incredulità di Tommaso                                                       | 1621       | o/t                                     | 115×142 cm           | Londra                      | The National Gallery                             | |
|          | Visione di san Girolamo                                                      | 1621       | o/rame                                  | 115,5×142,5 cm       | Mosca                       | Museo Puškin                                     | |
|          | Cleopatra suicida                                                            | 1621 ca.   | o/t                                     | 116×92,5 cm          | Pasadena (California)       | Norton Simon Museum of Art                       | |
|          | Carro dell'Aurora e allegorie del Giorno e della Notte                       | 1621       | affreschi e tempera a secco su intonaco |                      | Roma                        | Casino dell'Aurora Ludovisi                      | Piano terreno, salone con Agostino Tassi Al Kupferstichkabinett di Berlino è conservato il disegno preparatorio.                                 |
|          | Paesaggio con giochi d'acqua                                                 | 1621       | affreschi e tempera a secco su intonaco |                      | Roma                        | Casino dell'Aurora Ludovisi                      | Saletta dei paesaggi |
|          | La Fama                                                                      | 1621       | affreschi e tempera a secco su intonaco |                      | Roma                        | Casino dell'Aurora Ludovisi                      | Salone al primo piano con Agostino Tassi |
|          | Decorazione del soffitto della Sala di Rinaldo e Armida                      | 1621       | affreschi e tempera a secco su intonaco |                      | Roma                        | Palazzo Costaguti (già Patrizi)                  | Con Agostino Tassi |
|          | Sant'Agostino                                                                | 1621-1623  | o/t                                     | 115×95 cm            | Roma                        | Basilica di San Pietro in Vincoli                | |
|          | Maddalena e due angeli                                                       | 1622       | o/t                                     | 220×200 cm           | Città del Vaticano          | Pinacoteca vaticana                              | |
|          | Maddalena e due angeli                                                       | 1622 circa | o/t                                     | 62×58 cm             | Napoli                      | Museo civico Filangieri di Palazzo Como          | Bozzetto della tela precedente |
|          | San Crisogono in gloria                                                      | 1622       | o/t                                     | 500×295 cm           | Londra                      | Lancaster House                                  | Già sul soffitto della Basilica di San Crisogono a Roma                                                                                          |
|          | San Pietro liberato da un angelo                                             | 1622       | o/t                                     | 105×136 cm           | Madrid                      | Museo del Prado                                  | |
|          | Ritratto di papa Gregorio XV                                                 | 1622-1623  | o/t                                     | 135×98 cm            | Los Angeles                 | Getty Museum                                     | |
|          | Allegorie sulle volte di due salette a pianterreno Gloria e Onore; Amorini   | 1622 ca.   | affreschi                               |                      | Roma                        | Palazzo Lancellotti                              | Con Agostino Tassi |
|          | San Matteo e l'angelo                                                        | 1622       | o/t                                     | 120×180 cm           | Roma                        | Musei capitolini                                 | |
|          | San Francesco in estasi                                                      | 1623 ca.   | o/t                                     | 162,5×127 cm         | Dresda                      | Gemäldegalerie Alte Meister                      | |
|          | Presentazione di Gesù al Tempio                                              | 1623       | o/rame                                  | 72,5×56 cm           | Londra                      | The National Gallery                             | |
|          | Toeletta di Venere                                                           | 1623 ca.   | o/t                                     | 150×190 cm           | California                  | Goethe Academy                                   | |
|          | Sepoltura e gloria di santa Petronilla                                       | 1623       | o/t                                     | 720×423 cm           | Roma                        | Musei capitolini                                 | |
|          | Assunzione della Vergine                                                     | 1623       | o/t                                     | 300×332 cm           | San Pietroburgo             | Ermitage                                         | |
|          | Semiramide riceve la notizia della rivolta di Babilonia                      | 1624       | o/t                                     | 112×155 cm           | Boston                      | Museum of Fine Arts                              | |
|          | Riposo durante la fuga in Egitto                                             | 1624       | o/t                                     | 69,5 cm diametro     | Cleveland                   | Cleveland Museum of Art                          | |
|          | Venere, Marte, Amore e il Tempo                                              | 1624 ca.   | o/t                                     | ovale 127×175 cm     | Dunham Massey (Inghilterra) | propr. The National Trust                        | |
|          | Madonna col Bambino e san Lorenzo                                            | 1624       | o/t                                     | 266×145 cm           | Finale Emilia               | Chiesa del Seminario                             | |
|          | San Pietro                                                                   | 1624       | o/t                                     | 63,4×47,7 cm         | Firenze                     | Galleria Palatina                                | |
|          | Giacobbe piange sulla veste di Giuseppe                                      | 1624 ca.   | o/t                                     | 75×63,5 cm           | Greenville                  | Bob Jones University                             | |
|          | Ritratto di vecchio con libro                                                | 1624       | o/t                                     | 80×68 cm             | Modena                      | Galleria Estense                                 | |
|          | Maddalena                                                                    | 1625       | o/t                                     | 115×94 cm            | Austin                      | Blanton Museum of Art                            | |
|          | La carità                                                                    | 1625       | o/t                                     | 93,5×116,2 cm        | Dayton                      | The Dayton Art Institute                         | |
|          | I santi Gregorio Magno, Ignazio e Francesco Saverio                          | 1625 ca.   | o/t                                     | 296×211 cm           | Londra                      | The National Gallery                             | |
|          | San Pietro                                                                   | 1625       | o/t                                     | 103,5×81,8 cm        | New York                    | Collezione Piero Corsini                         | |
|          | Autoritratto giovanile                                                       | 1625 ca.   | o/t                                     |                      | New York                    | Collezione Richard L. Feigen                     | |
|          | Sansone porta il favo di miele ai genitori                                   | 1625       | o/t                                     | 101×150 cm           | Norfolk                     | Chrysler Museum                                  | |
|          | Ritratto di un cane degli Aldrovandi                                         | 1625 ca.   | o/t                                     | 111×173 cm           | Pasadena (California)       | Norton Simon Museum of Art                       | |
|          | Crocifissione                                                                | 1625       | o/t                                     | 440×245 cm           | Reggio Emilia               | Chiesa della Madonna della Ghiara                | |
|          | Ritratto del cardinale Francesco Cennini                                     | 1625       | o/t                                     | 117×96 cm            | Washington                  | National Gallery of Art                          | |
|          | Ritratto del legale Francesco Righetti                                       | 1626-1628  | o/t                                     | 83,2×66,7 cm         | Italia                      | collezione privata                               | |
|          | Profeti, quattro storie della natività di Cristo e quattro coppie di Sibille | 1626-27    | affreschi                               |                      | Piacenza                    | Cattedrale                                       | Affreschi della cupola ottagonale, in sei comparti della volta e otto lunette verticali                                                          |
|          | Assunta con san Pietro e san Girolamo                                        | 1626       | o/t                                     | 329×172 cm           | Reggio Emilia               | Cattedrale                                       | |
|          | Angelo custode                                                               | 1626       | o/t                                     | 90,5×70 cm           | Roma                        | Galleria Colonna                                 | |
|          | Allegoria della pace che brucia gli strumenti della guerra                   | 1626-1627  | affresco staccato e trasportato su tela | 174×167 cm           | Modena                      | Palazzo dei Musei                                | |
|          | Marte                                                                        | 1628 ca.   | o/t                                     | 116×94 cm            | Inghilterra                 | propr. The National Trust                        | |
|          | Cristo risorto appare alla Madre                                             | 1628-1630  | o/t                                     | 260×179,5 cm         | Cento                       | Civica Pinacoteca il Guercino                    | |
|          | Martirio di san Lorenzo                                                      | 1628       | o/t                                     | 301×200 cm           | Ferrara                     | Cattedrale di San Giorgio                        | |
|          | Amnon scaccia Tamar                                                          | 1628       | o/t                                     | 122×161 cm           | Modena                      | Galleria Estense                                 | |
|          | Ritorno del figliol prodigo                                                  | 1628       | o/t                                     | 125×163 cm           | Roma                        | Galleria Borghese                                | |
|          | Annunciazione                                                                | 1628-1629  |                                         | 196×277 cm per scena | Sarasota                    | Ringling Museum of Art                           | |
|          | Madonna col Bambino benedicente                                              | 1629       | o/t                                     | 134×103 cm           | Cento                       | Civica Pinacoteca il Guercino                    | |
|          | Madonna con i santi Giovanni evangelista e Gregorio taumaturgo               | 1629-1630  | o/t                                     | 293×184,5 cm         | Modena                      | Chiesa di San Vincenzo                           | Trafugato l'11 agosto 2014 ritrovato a Casablanca il 15 febbraio 2017 e restituito alla sede originaria nel novembre 2019 in pessime condizioni. |
|          | Crocefissione con le sante Francesca Romana ed Elisabetta                    | 1630       | o/t                                     | 269×177 cm           | Cracovia                    | Cattedrale                                       | |
|          | Sofonisba nuda morente                                                       | 1630       | o/t                                     | 97×79 cm             | Roma                        | Collezione Mainetti (Roma)                       | |
|          | Ercole e Anteo                                                               | 1631       | affresco                                |                      | Bologna                     | Palazzo Samperi-Talon                            | |
|          | Sant'Andrea Corsini                                                          | 1631       | o/t                                     |                      | Firenze                     | Collezione Corsini                               | |
|          | San Luca evangelista                                                         | 1631       | o/t                                     | 62,7×51,2 cm         | New York                    | Collezione Richard L. Feigen                     | |
|          | Morte di Didone                                                              | 1631       | o/t                                     | 287×335 cm           | Roma                        | Galleria Spada                                   | |
|          | Ritratto del cardinale Bernardino Spada                                      | 1631       | o/t                                     | 97×87 cm             | Roma                        | Galleria Spada                                   | |
|          | San Francesco riceve le stimmate                                             | 1632       | o/t                                     |                      | Ferrara                     | Chiesa delle Sacre Stimmate                      | |
|          | Eliseo resuscita un bambino                                                  | 1632       | o/t                                     | 122×152 cm           | Milano                      | Arcivescovado                                    | |
|          | Venere e Amore                                                               | 1632       | affresco staccato                       |                      | Roma                        | Accademia di San Luca                            | |
|          | Maria Maddalena che medita sulla Corona di Spine                             | 1632       | o/t                                     | 65×55 cm             | Roma                        | Collezione Mainetti (Roma)                       | |
|          | Madonna col Bambino e martirio dei santi Giovanni e Paolo                    | 1632       | o/t                                     | 308×208 cm           | Tolosa                      | Musée des Augustins,                             | |
|          | Martirio di san Sebastiano                                                   | 1632/1634  | o/t                                     | 107×91 cm            | Stati Uniti d'America       | Collezione Federico Castelluccio                 | |
|          | San Giuseppe col Bambino Gesù                                                | 1633       | o/t                                     | 55×48,5 cm           | Bologna                     | Collezione Lauro                                 | |
|          | Venere, Cupido e Marte                                                       | 1633       | o/t                                     | 139×161 cm           | Modena                      | Galleria Estense                                 | |
|          | Cristo risorto appare a santa Teresa                                         | 1634       | o/t                                     | 311×202 cm           | Aix-en-Provence             | Musée Granet                                     | |
|          | Allegoria della Fede                                                         | 1634       | o/t                                     | 117×92 cm            | Mosca                       | Museo Puškin delle belle arti                    | |
|          | Martirio di san Maurelio                                                     | 1635       | o/t                                     | 300×200 cm           | Ferrara                     | Pinacoteca Nazionale                             | |
|          | Visione di sant'Agostino                                                     | 1635       | o/t                                     | 185×166 cm           | Madrid                      | Museo del Prado                                  | |
|          | Martirio di san Bartolomeo                                                   | 1636       | o/t                                     |                      | Siena                       | chiesa di San Martino                            | |
|          | Madonna col Bambino che sfoglia un libro                                     | 1636       | o/t                                     | 99,3×78,2 cm         | Phoenix                     | Museum of Art                                    | |
|          | Maddalena penitente e gli angeli                                             | 1636       |                                         |                      | Spoleto                     | Palazzo Comunale                                 | |
|          | La Beata Vergine consegna il rosario a San Domenico ed a Santa Caterina      | 1637       |                                         |                      | Torino                      | Chiesa di San Domenico                           | Cappella del Rosario |
|          | San Giuseppe e il Bambino                                                    | 1637-1638  | o/t                                     | 109×76,5 cm          | Dublino                     | National Gallery of Ireland                      | In prestito permanente dalla collezione di Sir Denis Mahon                                                                                       |
|          | Sant'Agnese                                                                  | 1637       | o/t                                     | 119,5×94 cm          | Londra                      | Trafalgar Galleries                              | |
|          | Commiato di Catone                                                           | 1637       | o/t                                     | 263×270 cm           | Marsiglia                   | Musée des Beaux-Arts                             | |
|          | Salomè riceve la testa di Giovanni Battista                                  | 1637       | o/t                                     | 139×175 cm           | Rennes                      | Musée des Beaux-Arts                             | |
|          | Trionfo di David                                                             | 1637       | o/t                                     | 137×180 cm           | Stamford                    | Burghley House,                                  | Collezione Exeter |
|          | Allegoria della pittura e della scultura                                     | 1637       | o/t                                     | 114×139 cm           | Roma                        | Galleria nazionale d'arte antica                 | |
|          | Morte di Cleopatra                                                           | 1639       | o/t                                     | 116,5x94,5 cm.       | Ferrara                     | Pinacoteca Nazionale                             | Collezione privata |
|          | La Sibilla Cimmeria                                                          | 1638       | o/t                                     | 130×99 cm            | Reggio Emilia               | Credito Emiliano                                 | |
|          | Gesù compianto dalla Vergine                                                 | 1638       | o/t                                     | 152×179 cm           | Rennes                      | Musée des Beaux-Arts                             | |
|          | Sant'Agostino, Giovanni Battista e Paolo Eremita                             | 1638       | o/t                                     |                      | Roma                        | Chiesa di Sant'Agostino                          | |
|          | Santissima Trinità                                                           | 1638       | o/t                                     |                      | Roma                        | Chiesa di Santa Maria della Vittoria             | |
|          | Cristo Benedicente                                                           | 1638       | o/t                                     | 57×46,5 cm           | Roma                        | Collezione Mainetti (Roma)                       | |
|          | Santa Francesca Romana e un angelo                                           | 1638       | o/t                                     |                      | Verona                      | Chiesa di Santa Maria in Organo                  | |
|          | Ester e Assuero                                                              | 1639       | o/t                                     | 158×214 cm           | Ann Arbor                   | University of Michigan                           | |
|          | San Pietro piangente                                                         | 1639       | o/t                                     | 103,7×85,8 cm        | Edimburgo                   | National Gallery of Scotland                     | |
|          | Annunciazione                                                                | 1639       | o/t                                     | 305×211 cm           | Milano                      | Chiesa dell'Ospedale Maggiore                    | |
|          | Salvator Mundi                                                               | 1640       | o/t                                     | 110,5×92 cm          | Jesi                        | Museo di Palazzo Bisaccioni                      | |
|          | Compianto di Cristo                                                          | 1640 ca.   | o/t                                     | 273×177 cm           | Chantilly                   | Museo Condé                                      | |
|          | Santa Lucia                                                                  | 1640       | o/t                                     |                      | Lucca                       | chiesa di Santa Maria foris Portam               | |
|          | Cristo e la Samaritana al pozzo                                              | 1640       | o/t                                     | 116×155 cm           | Madrid                      | Museo Thyssen-Bornemisza                         | |
|          | Cleopatra davanti ad Ottaviano Augusto                                       | 1640       | o/t                                     | 250×277 cm           | Roma                        | Musei capitolini                                 | |
|          | Annuncio a sant'Anna                                                         | 1640       | o/t                                     | 270×180 cm           | Tolentino                   | Basilica di San Nicola da Tolentino              | |
|          | Padre Eterno                                                                 | 1640       | o/t                                     | 94×111 cm            | Varsavia                    | Museo nazionale                                  | |
|          | San Girolamo penitente                                                       | 1640-1650  | o/t                                     | 120×90 cm            | Napoli                      | Palazzo Reale                                    | |
|          | Angelo custode                                                               | 1641       | o/t                                     | 292×178 cm           | Fano                        | Museo Civico                                     | |
|          | Suicidio di Catone                                                           | 1641       | o/t                                     | 96×71 cm             | Genova                      | Galleria di Palazzo Rosso                        | |
|          | Visione di san Girolamo                                                      | 1641       | o/t                                     | 345×190 cm           | Rimini                      | Museo Civico (già Confraternita di San Girolamo) | |
|          | San Giovanni Battista                                                        | 1641       | o/t                                     | 204×138 cm           | Vienna                      | Kunsthistorisches Museum                         | |
|          | Madonna col Bambino in gloria e i Santi Francesco e Chiara                   | 1641       | o/t                                     | 333×221 cm           | Parma                       | Galleria nazionale                               | |
|          | Ercole                                                                       | 1642 ca.   | o/t                                     | 127,5×104 cm         | Bologna                     | Collezione privata                               | |
|          | San Francesco riceve le stimmate                                             | 1642       | o/t                                     | 265×175 cm           | Magonza                     | Landesmuseum Mainz                               | |
|          | Beato Felice riceve il Bambino                                               | 1642       | o/t                                     | 279×180 cm           | Modena                      | Galleria Estense                                 | |
|          | San Sebastiano                                                               | 1642       | o/t                                     | 116×96 cm            | Mosca                       | Museo Puškin delle belle arti                    | |
|          | Madonna del Rosario con i santi Domenico e Caterina da Siena                 | 1642       | o/t                                     | 336,5×235,5 cm       | Osimo                       | Chiesa di San Marco                              | |
|          | Santa Cecilia                                                                | 1642       | o/t                                     | 122×100 cm           | Parigi                      | Museo del Louvre                                 | |
|          | San Romualdo                                                                 | 1642       | o/t                                     | 292×184 cm           | Ravenna                     | Pinacoteca Comunale                              | |
|          | Gesù compianto dalla Vergine                                                 | 1643       | o/t                                     |                      | Autun                       | Cathédrale Saint-Lazare                          | |
|          | Coriolano implora per sua madre                                              | 1643       | o/t                                     | 333×262 cm           | Caen                        | Musée des Beaux-Arts                             | |
|          | Crocefissione                                                                | 1643-1645  | o/t                                     | 383×216 cm           | Cento                       | Chiesa del SS. Rosario                           | Cappella Barbieri |
|          | San Giovanni Battista                                                        | 1643-1645  | o/t                                     | 147×99 cm            | Cento                       | Chiesa del SS. Rosario                           | Cappella Barbieri |
|          | San Francesco                                                                | 1643-1645  | o/t                                     | 147×99 cm            | Cento                       | Chiesa del SS. Rosario                           | Cappella Barbieri |
|          | Padre Eterno                                                                 | 1643-1645  | o/t                                     | 98×180 cm            | Cento                       | Chiesa del SS. Rosario                           | Cappella Barbieri |
|          | La Maddalena che contempla i chiodi della croce                              | 1643 ca.   | o/t                                     | 62,2×50,8 cm         | Londra                      | Trafalgar Galleries                              | |
|          | Assunta con i santi                                                          | 1643       | o/t                                     | 317×223 cm           | Lucca                       | chiesa di Santa Maria foris Portam               | |
|          | Madonna col Bambino e sant'Anna                                              | 1643       | o/t                                     | 293×191 cm           | Senigallia                  | chiesa di San Martin                             | |
|          | Lucrezia                                                                     | 1644 ca.   | o/t                                     | 56×51 cm             | Bologna                     | UniCredit                                        | |
|          | San Giovanni Battista                                                        | 1644       | o/t                                     | 109×87 cm            | Bologna                     | Pinacoteca Nazionale                             | |
|          | Flagellazione di Cristo                                                      | 1644       | o/t                                     | 351×176,5 cm         | Budapest                    | Szépmuvészeti Muzeum                             | |
|          | San Michele arcangelo                                                        | 1644       | o/t                                     | 308×198 cm           | Fabriano                    | Chiesa di San Nicolò                             | |
|          | San Paolo                                                                    | 1644       | o/t                                     | 68×58 cm             | Parigi                      | Museo del Louvre                                 | |
|          | Santa Margherita                                                             | 1644       | o/t                                     | 115×95 cm            | Roma                        | Basilica di San Pietro in Vincoli                | |
|          | San Filippo e un angelo                                                      | 1644       | o/t                                     |                      | Roma                        | Chiesa Nuova (Santa Maria in Vallicella)         | |
|          | San Paolo                                                                    | 1644       | o/t                                     | 107×89 cm            | Roma                        | Collezione Mainetti (Roma)                       | |
|          | Ecce homo                                                                    | 1644       | o/t                                     | 65×53 cm             | Roma                        | Galleria nazionale d'arte antica                 | |
|          | Rinvenimento della croce                                                     | 1644       | o/t                                     |                      | Venezia                     | Chiesa di San Lazzaro dei Mendicanti             | |
|          | San Francesco                                                                | 1645       | o/t                                     | 249,5×143 cm         | Bologna                     | Chiesa di San Giovanni in Monte                  | |
|          | Agonia di Cristo nell'orto                                                   | 1645 ca.   |                                         | 221×155 cm           | Cardiff                     | National Museum of Wales                         | |
|          | Atlante                                                                      | 1645-1646  | o/t                                     | 127×101 cm           | Firenze                     | Museo Bardini                                    | |
|          | Maddalena penitente                                                          | 1645 ca.   | o/t                                     | 121×100 cm           | Madrid                      | Museo del Prado                                  | |
|          | Ersilia separa Romolo da Tazio                                               | 1645       | o/t                                     | 255×267 cm           | Parigi                      | Museo del Louvre                                 | |
|          | Santa Geltrude e Santa Lucrezia                                              | 1645       | o/t                                     | 235,5×145,5 cm       | Torino                      | Galleria Sabauda                                 | |
|          | Sansone e Dalila                                                             | 1646       | o/t                                     | 116×154 cm           | Atherton                    | collezione Goodstein                             | |
|          | San Gregorio indica a Cristo le anime del Purgatorio                         | 1646-1647  | o/t                                     | 374×229 cm           | Bologna                     | Chiesa di San Paolo                              | |
|          | Visione di san Filippo Neri                                                  | 1646-1662  | o/t                                     | 408×235 cm           | Bologna                     | Chiesa di Santa Maria in Galliera                | |
|          | Annunciazione                                                                | 1646       | o/t                                     | 323×198 cm           | Pieve di Cento              | Chiesa di Santa Maria Maggiore                   | |
|          | Padre Eterno                                                                 | 1646       | o/t                                     | 86×131 cm            | Bologna                     | Pinacoteca Nazionale                             | |
|          | San Francesco riceve le stimmate                                             | 1646       | o/t                                     | 250×180 cm           | Cesena                      | Convento dei frati Cappuccini                    | |
|          | Silvio, Dorinda e Linco                                                      | 1646-1647  | o/t                                     | 224×291 cm           | Dresda                      | Gemäldegalerie Alte Meister                      | |
|          | Circoncisione di Cristo                                                      | 1646       | o/t                                     | 415×265 cm           | Lione                       | Museo di belle arti di Lione                     | |
|          | Saul tenta di uccidere David con la lancia                                   | 1646       | o/t                                     | 120×225 cm           | Roma                        | Galleria nazionale d'arte antica                 | |
|          | Padreterno                                                                   | 1646       | o/t                                     | 106×176 cm           | Torino                      | Galleria Sabauda                                 | |
|          | San Pietro Martire                                                           | 1647       | o/t                                     | 219×135 cm           | Bologna                     | Pinacoteca Nazionale                             | |
|          | Visione di san Bruno                                                         | 1647       | o/t                                     | 392×233 cm           | Bologna                     | Pinacoteca Nazionale                             | |
|          | Muzio Scevola davanti a Porsenna                                             | 1647 ca.   | o/t                                     | 290×282 cm           | Genova                      | Palazzo Durazzo Pallavicini                      | Collezione Cattaneo Adorno |
|          | Cristo e la samaritana                                                       | 1647       | o/t                                     | 120×160 cm           | Modena                      | Banco di San Geminiano e San Prospero            | |
|          | Ecce Homo                                                                    | 1647       | o/t                                     | 115×149 cm           | Monaco                      | Staatliche Gemäldesammlungen                     | Esposto al Castello di Schleißheim |
|          | La vergine con san Pietro piangente                                          | 1647       | o/t                                     | 122×159 cm           | Parigi                      | Museo del Louvre                                 | |
|          | Endimione dormiente                                                          | 1647       | o/t                                     | 125×105 cm           | Roma                        | Galleria Doria Pamphilj                          | |
|          | Sibilla Persica                                                              | 1647       | o/t                                     | 117×96 cm            | Roma                        | Musei capitolini                                 | |
|          | La Gloria di tutti i santi e dei patroni di Modena                           | 1647       | o/t                                     | 360×205 cm           | Tolosa                      | Musée des Augustins,                             | |
|          | Cristo e la samaritana                                                       | 1647       | o/t                                     | 116,8×155,5 cm       | Ottawa                      | National Gallery of Canada                       | |
|          | San Giuseppe                                                                 | 1648-1649  | o/t                                     | 113×85 cm            | Bologna                     | Pinacoteca Nazionale                             | |
|          | Santa Margherita da Cortona                                                  | 1648       | o/t                                     | 255×170 cm           | Città del Vaticano          | Pinacoteca vaticana                              | |
|          | Cleopatra morente                                                            | 1648       | o/t                                     | 173×287 cm           | Genova                      | Galleria di Palazzo Rosso                        | |
|          | La liberazione di Andromeda                                                  | 1648       | o/t                                     |                      | Genova                      | Palazzo Balbi Senarega                           | Collezione privata |
|          | San Girolamo                                                                 | 1648       | o/t                                     | 69,8×62,2 cm         | New York                    | Collezione Morton B. Harris                      | |
|          | Giovanni Battista                                                            | 1648 ca.   | o/t                                     | 63×49 cm             | Roma                        | Musei capitolini                                 | |
|          | Annunciazione                                                                | 1648       | o/t                                     | 341,5×208 cm         | Forlì                       | Pinacoteca Civica                                | |
|          | Sogno di san Giuseppe                                                        | 1600-1649  | o/t                                     | 137×167 cm           | Napoli                      | Palazzo Reale                                    | |
|          | San Francesco in adorazione del crocifisso                                   | 1649?      | o/t                                     | 262×160 cm           | Pescara                     | Cattedrale di San Cetteo                         | |
|          | Marte e Cupido                                                               | 1649       | o/t                                     | 180×236 cm           | Cincinnati                  | Cincinnati Art Museum                            | |
|          | Sposalizio della Vergine                                                     | 1649       | o/t                                     | 310×190 cm           | Fano                        | Cassa di Risparmio                               | Esposto nella Pinacoteca San Domenico |
|          | Stimmate di san Francesco                                                    | 1649       | o/t                                     |                      | Genova                      | Chiesa di Santa Maria di Carignano               | |
|          | Santa Cecilia                                                                | 1649       | o/t                                     | 121,6×100,4 cm       | Londra                      | Dulwich College Picture Gallery                  | |
|          | Erminia e il pastore                                                         | 1649       | o/t                                     | 239×287 cm           | Minneapolis                 | The Minneapolis Institute of Arts                | |
|          | San Girolamo nel deserto                                                     | 1649       | o/t                                     | 235×281 cm           | Nogent-sur-Seine            | Chiesa di Saint-Laurent                          | |
|          | Amnon scaccia Tamar                                                          | 1649       | o/t                                     | 124×159 cm           | Washington                  | National Gallery of Art                          | |
|          | Giuseppe e la moglie di Putifarre                                            | 1649       | o/t                                     | 124×159 cm           | Washington                  | National Gallery of Art                          | |

## 1650-1666
| Immagine | Titolo                                                                            | Anno                     | Tecnica | Dimensioni      | Città e nazione            | Collocazione                                    | Nota |
| -------- | --------------------------------------------------------------------------------- | ------------------------ | ------- | --------------- | -------------------------- | ----------------------------------------------- | --- |
|          | Ritratto di Astronomo                                                             | XVII secolo (1650-1655?) | o/t     | 65×52 cm        | Sassari                    | Pinacoteca nazionale di Sassari                 | |
|          | Personificazione dell'Astrologia                                                  | 1650-1655                | o/t     | 80,5×65,4 cm    | Austin                     | Blanton Museum of Art                           | |
|          | Assunzione della Vergine                                                          | 1650                     | o/t     | circa 200x300cm | Aversa                     | Chiesa di San Francesco                         | |
|          | San Girolamo                                                                      | 1650 ca.                 | o/t     | 217×164,5 cm    | San Pietroburgo            | Ermitage                                        | |
|          | San Pietro piangente                                                              | 1650                     | o/t     | 110×85,2 cm     | Bologna                    | Cassa di Risparmio                              | |
|          | Susanna e i vecchioni                                                             | 1650                     | o/t     | 133×181 cm      | Parma                      | Galleria nazionale                              | |
|          | Pietà                                                                             | 1650                     |         |                 | Castiglione delle Stiviere | Santuario basilica di San Luigi Gonzaga         | |
|          | San Giovanni Battista nel deserto                                                 | 1650                     | o/t     | 321×196,5 cm    | Cento                      | Pinacoteca Civica il Guercino                   | |
|          | Assunzione della Vergine                                                          | 1650                     | o/t     | 301,5×221 cm    | Detroit                    | The Detroit Institute of Arts                   | |
|          | Lot e le figlie                                                                   | 1650                     | o/t     | 176×225 cm      | Dresda                     | Gemäldegalerie Alte Meister                     | |
|          | Apparizione della Vergine a san Girolamo                                          | 1650                     | o/t     | 326×200 cm      | Parigi                     | Chiesa di Saint-Thomas-d'Aquin                  | |
|          | Matrimonio mistico di santa Caterina                                              | 1650                     | o/t     | 115×152 cm      | Modena                     | Galleria Estense                                | |
|          | David con la testa di Golia                                                       | 1650                     | o/t     | 120,5×102 cm    | Tokyo                      | National Museum of Western Art                  | |
|          | Giovanni Battista                                                                 | 1650-1655 ca.            | o/t     |                 | Roma                       | Musei capitolini                                | |
|          | Giuditta con la testa di Oloferne                                                 | 1651                     | o/t     | 118×172 cm      | Brest                      | Musée des Beaux-Arts                            | |
|          | Madonna della Benedizione                                                         | 1651                     | o/t     |                 | Torino                     | Galleria Sabauda                                | |
|          | Erminia ritrova Tancredi ferito                                                   | 1651                     | o/t     | 244×287 cm      | Edimburgo                  | National Gallery of Scotland                    | |
|          | San Francesco che riceve le stimmate                                              | 1651-1652                | o/t     |                 | Forlì                      | Chiesa di Santa Maria in Laterano in Schiavonia | |
|          | Sibilla Libica                                                                    | 1651                     | o/t     | 115,6× 94,6 cm  | Londra                     | Hampton Court                                   | Collezioni reali |
|          | Re David                                                                          | 1651                     | o/t     | 223×170 cm      | Londra                     | Spencer House                                   | Proprietà Jacob de Rothschild (acquisto 2010; già Althorp House, Northamptonshire, proprietà conte Spencer)                                                 |
|          | Sibilla Cumana con un putto                                                       | 1651                     | o/t     | 222×168,5 cm    | Londra                     | The National Gallery                            | Acquistato nel 2011 dalla collezione Denis Mahon |
|          | Sibilla Samia                                                                     | 1651                     | o/t     | 223×170 cm      | Londra                     | The National Gallery                            | Già ad Althorp House, in pendant con un Re David (vedi Londra, Spencer House); Inoltre, donati dal Mahon Trust seguendo le volontà di Denis Mahon nel 2013. |
|          | Vocazione del beato Luigi Gonzaga                                                 | 1651                     | o/t     | 355,6×266,3 cm  | New York                   | Metropolitan Museum of Art                      | |
|          | Madonna col Bambino e i santi protettori di Modena                                | 1651                     | o/t     | 332×230 cm      | Parigi                     | Museo del Louvre                                | |
|          | Lot e le figlie                                                                   | 1651                     | o/t     | 172×222 cm      | Parigi                     | Museo del Louvre                                | |
|          | Sant'Antonio e il Bambino                                                         | 1651                     | o/t     | 255×190 cm      | San Giovanni in Persiceto  | Collegiata                                      | |
|          | Il ritorno del figliol prodigo                                                    | 1651                     | o/t     | 137×111 cm      | Włocławek                  | Museo diocesano                                 | |
|          | Maddalena nel deserto                                                             | 1652-1655                | o/t     | 177×284 cm      | Bologna                    | Pinacoteca Nazionale                            | |
|          | San Paolo Eremita                                                                 | 1652-1655                | o/t     | 177×233 cm      | Bologna                    | Pinacoteca Nazionale                            | |
|          | San Sebastiano                                                                    | 1652                     | o/t     |                 | Firenze                    | Galleria Palatina                               | |
|          | Madonna col Bambino, san Giovannino e i santi Giovanni Evangelista e Bartolomeo   | 1652                     | o/t     | 340×221 cm      | Genova                     | Galleria di Palazzo Rosso                       | |
|          | L'angelo appare ad Agar e Ismaele                                                 | 1652                     | o/t     | 193×229 cm      | Londra                     | National Gallery                                | |
|          | San Giovanni Battista nel deserto                                                 | 1652-1655                | o/t     | 176×231 cm      | New York                   | Collezione Richard L. Feigen                    | |
|          | San Giovanni Battista nel deserto                                                 | 1652                     | o/t     | 227×180 cm      | Roma                       | Galleria Doria Pamphilj                         | |
|          | San Giovanni Battista                                                             | 1653                     | o/t     | 303,5×214,5 cm  | Forlì                      | Pinacoteca Civica                               | |
|          | Sibilla Samia                                                                     | 1653                     | o/t     | 120×98 cm       | Genova                     | Galleria di Palazzo Reale                       | |
|          | San Luca dipinge la Vergine                                                       | 1653                     | o/t     | 221×181 cm      | Kansas City                | The Nelson-Atkins Museum of Art                 | |
|          | Cristo benedicente                                                                | 1653-1655                | o/t     | 68×103 cm       | Milano                     | Pinacoteca di Brera                             | |
|          | Martirio di sant'Agnese                                                           | 1653                     | o/t     | 226×178 cm      | Roma                       | Galleria Doria Pamphilj                         | |
|          | Purificazione della Vergine                                                       | 1654                     | o/t     | 342×212 cm      | Ferrara                    | Chiesa dei Teatini                              | |
|          | Cristo alla moneta                                                                | 1654                     | o/t     | 155×149 cm      | Genova                     | Palazzo Durazzo Pallavicini                     | Collezione Cattaneo Adorno |
|          | Amor virtuoso                                                                     | 1654                     | o/t     | 99×75 cm        | Madrid                     | Museo del Prado                                 | |
|          | Sofonisba morente                                                                 | 1654                     | o/t     | 97×79 cm        | Roma                       | Collezione Mainetti (Roma)                      | |
|          | Martirio di Sant'Emerenziana                                                      | 1654                     | o/t     | 230×156 cm      | Roma                       | Galleria Colonna                                | |
|          | Martirio di santa Caterina                                                        | 1654                     | o/t     | 223×159 cm      | San Pietroburgo            | Ermitage                                        | |
|          | Sansone e Dalila                                                                  | 1654                     | o/t     | 172x220 cm      | Strasburgo                 | Museo di belle arti di Strasburgo               | |
|          | La Madonna di Soriano con la Maddalena e santa Caterina                           | 1655                     | o/t     | 353×187 cm      | Bolzano                    | Chiesa di San Domenico                          | |
|          | Assunzione della Vergine                                                          | 1655 ca.                 | o/t     | 116,6×92,2 cm   | Chapel Hill                | Ackland Art Museum                              | |
|          | Ruben mostra a Giacobbe la veste di Giuseppe                                      | 1655                     | o/t     | 115×165 cm      | New York                   | Collezione Richard L. Feigen                    | |
|          | Ritorno del figliol prodigo                                                       | 1655                     | o/t     | 155×146 cm      | San Diego                  | Timken Museum of Art                            | |
|          | Autoritratto mentre dipinge "Amore fedele"                                        | 1655                     | o/t     | 116×95 cm       | Washington                 | National Gallery of Art                         | |
|          | Immacolata Concezione                                                             | 1656                     | o/t     | 225×178 cm      | Ancona                     | Pinacoteca civica Francesco Podesti             | |
|          | Deposizione nel sepolcro                                                          | 1656                     | o/t     | 146,7×221,2 cm  | Chicago                    | Art Institute of Chicago                        | |
|          | Allegoria della Pittura e del Disegno                                             | 1656-1657                | o/t     | 231×181 cm      | Dresda                     | Gemäldegalerie Alte Meister                     | |
|          | San Filippo Neri                                                                  | 1656-1657                | o/t     | 224×167 cm      | San Marino                 | Museo di Stato                                  | |
|          | Lot e le figlie                                                                   | 1656                     | o/t     |                 | Toledo (Ohio)              | Toledo Museum of Art                            | Acquisto 2009 |
|          | Salvator Mundi                                                                    | 1657                     | o/t     | 78×99 cm        | Wiltshire                  | Corsham Court                                   | Collezione Lord Metuhen |
|          | Vergine assunta                                                                   | 1657                     | o/t     | 101×128 cm      | Modena                     | Museo civico di Modena                          | |
|          | Flagellazione di Cristo                                                           | 1657                     | o/t     | 250×185 cm      | Roma                       | Galleria nazionale d'arte antica                | |
|          | Sansone e il nido d'api                                                           | 1657                     | o/t     | 102×117 cm      | San Francisco              | Fine Arts Museum                                | |
|          | Santa Francesca Romana                                                            | 1657                     | o/t     | 294×177 cm      | Torino                     | Galleria Sabauda                                | |
|          | Santa Palazia                                                                     | 1658                     | o/t     | 370×215 cm      | Ancona                     | Pinacoteca civica Francesco Podesti             | |
|          | Sante Chiara e Caterina                                                           | 1658                     | o/t     | 305×195 cm      | Codogno                    | Ospedale Civico                                 | In deposito dalla Pinacoteca di Brera |
|          | Abramo ripudia Agar e Ismaele                                                     | 1658                     | o/t     | 115×154 cm      | Milano                     | Pinacoteca di Brera                             | |
|          | Santa Lucia                                                                       | 1658                     | o/t     | 245×175 cm      | Recanati                   | Museo diocesano                                 | |
|          | Diana Cacciatrice                                                                 | 1658                     | o/t     | 96,8×121,3 cm   | Roma                       | Fondazione Sorgente Group                       | |
|          | Santa Cecilia                                                                     | 1658                     | o/t     | 89×67,5 cm      | Roma                       | Fondazione Sorgente Group                       | |
|          | Sant'Antonio da Padova col Bambino Gesù                                           | 1659                     | o/t     | 264×178 cm      | Rimini                     | Museo Civico                                    | |
|          | Santa Barbara                                                                     | 1659                     | o/t     | 118×95 cm       | San Miniato                | Cassa di Risparmio                              | |
|          | Ecce Homo                                                                         | 1659                     | o/t     | 122×106 cm      | Torino                     | Galleria Sabauda                                | |
|          | Santa Teresa riceve il collare                                                    | 1660-1661                | o/t     | 285,5×190 cm    | Bologna                    | Convento delle Carmelitane Scalze               | |
|          | Crocifisso con san Pietro Martire e un angelo                                     | 1660                     | o/t     | 218,5×151 cm    | Bologna                    | Pinacoteca Nazionale                            | |
|          | Sant'Apollinare                                                                   | 1660                     | o/t     | 307×195 cm      | Reggio Emilia              | Chiesa di sant'Agostino                         | |
|          | Maddalena penitente                                                               | 1660                     | o/t     | 100×78 cm       | Roma                       | Fondazione Sorgente Group                       | |
|          | San Giovanni Battista alla fonte                                                  | 1661                     | o/t     | 243×169 cm      | Montpellier                | Museo Fabre                                     | |
|          | Annunciazione                                                                     | 1662                     | o/t     | 305×202,5 cm    | Ancona                     | Chiesa di San Domenico                          | |
|          | San Tommaso scrive l'inno del SS Sacramento                                       | 1662                     | o/t     | 434×302 cm      | Bologna                    | Chiesa di San Domenico                          | |
|          | Il beato Marcolino Amanni da Forlì inginocchiato davanti alla Madonna col Bambino | 1663                     | o/t     | 335×221 cm      | Milano                     | Pinacoteca di Brera                             | |